# Szypry
Szypry (deutsch Schippern) ist ein Ort in der polnischen Woiwodschaft Ermland-Masuren. Er gehört zur Gmina Dywity (Landgemeinde Diwitten) im Powiat Olsztyński (Kreis Allenstein).

## Geographische Lage
Szypry liegt am Südufer des Wadangsees (polnisch Jezioro Wadąg) im Westen der Woiwodschaft Ermland-Masuren, neun Kilometer nordöstlich der Kreis- und Woiwodschaftshauptstadt Olsztyn (deutsch Allenstein).
|  |

## Geschichte
Noch vor dem Beginn des 17. Jahrhunderts wurde das Gut Schippern gegründet. Im Jahre 1785 wurde es als „adliges Gut und Vorwerk“ mit zwei Feuerstellen im Amt Wartenburg im Kreis Heilsberg erwähnt, und am 3. Dezember 1861 ergab die Volkszählung drei Wohnhäuser bei 57 Einwohnern.
Als 1874 der Amtsbezirk Lengainen (polnisch Łęgajny) im ostpreußischen Kreis Allenstein errichtet wurde, war Schippern eines der eingegliederten Orte. Eine weitere Volkszählung am 1. Dezember 1905 erbrachte für Schippern drei Wohngebäude bei 47 Einwohnern.
Am 30. September 1928 gab der Gutsbezirk Schippern seine Eigenständigkeit auf und wurde zusammen mit dem Gutsbezirk Lengainen und der Landgemeinde Lengainen zur neuen Landgemeinde Lengainen zusammengeschlossen.
Nach der Abtretung des gesamten südlichen Ostpreußen an Polen 1945 in Kriegsfolge, erhielt Schippern die polnische Namensform „Szypry“. Die kleine Siedlung (polnisch = Osada) ist heute in die Landgemeinde Dywity (Diwitten) im Powiat Olsztyński (Kreis Allenstein) eingegliedert, von 1975 bis 1998 der Woiwodschaft Olsztyn, seither der Woiwodschaft Ermland-Masuren zugehörig. Im Jahre 2011 lebten hier sechs Menschen.

## Kirche
Bis 1945 war Schippern in die evangelische Kirche Wartenburg (Ostpreußen) (polnisch Barczewo) in der Kirchenprovinz Ostpreußen der Kirche der Altpreußischen Union, außerdem in die römisch-katholische Kirche Alt Wartenburg (polnisch Barczewko) eingepfarrt.
Heute gehört Szypry katholischerseits zur Pfarrei Łęgajny (Lengainen) im Dekanat Barczewo im Erzbistum Ermland, evangelischerseits zur Christus-Erlöser-Kirche Olsztyn (Allenstein) in der Diözese Masuren der Evangelisch-Augsburgischen Kirche in Polen.

## Verkehr
Szypry liegt ein wenig abseits des Verkehrsgeschehens und ist von den beiden Nachbarorten Łęgajny (Lengainen) und Nikielkowo (Nickelsdorf) auf jeweils direktem Wege zu erreichen. Eine Anbindung an den Bahnverkehr besteht nicht.